# Analisi della struttura dei dati
In statistica, l'analisi della struttura dei dati o analisi esplorativa dei dati è l'insieme di tecniche mirate a cercare correlazioni tra i dati.
Si compone di due tecniche:
- analisi delle componenti principali;
- analisi dei cluster.